# Drepanosticta spatulifera
Drepanosticta spatulifera – gatunek ważki z rodziny Platystictidae.